# Harold Vanderbilt
Harold Stirling Vanderbilt (6 de julio de 1884 – 4 de julio de 1970) fue un ejecutivo ferroviario estadounidense, campeón de regatas, campeón de bridge y miembro de la conocida familia Vanderbilt.

## Orígenes
Nació en Oakdale, Nueva York, siendo el tercer hijo y segundo varón de William Kissam Vanderbilt y Alva Erskine Smith. Su familia y amigos le llamaban "Mike". Sus hermanos fueron William Kissam Vanderbilt II y Consuelo Vanderbilt. Como bisnieto del magnate marítimo y del ferrocarril Cornelius Vanderbilt, nació en medio de la mayor riqueza y privilegios: viajó frecuentemente a Europa, y navegó por el mundo en yates propiedad de su padre.

## Vida profesional
Fue educado por tutores y en escuelas particulares, incluyendo St. Mark's School, Harvard College (AB 1907), y Harvard Law School, de la que se graduó en 1910. Luego ingresó en la New York Central Railroad, la pieza principal del vasto imperio ferroviario de la familia, del cual su padre era el presidente. A la muerte de su progenitor, acaecida en 1920, Harold heredó una fortuna que incluía la mansión de verano Idle Hour en Oakdale (en Long Island) y participación en las siguientes compañías ferroviarias:
- Detroit, Toledo and Milwaukee Railroad
- Genesee Falls Railway
- Kanawha and Michigan Railway
- Kanawha and West Virginia Railroad
- New Jersey Junction Railroad
- New York Central Railroad
- New York and Harlem Railroad
- Pittsburgh and Lake Erie Railroad

Tras la muerte de su hermano William en 1944, quedó como el único representante activo de la familia Vanderbilt en la New York Central Railroad, sirviendo como director y miembro del comité ejecutivo hasta 1954.

## Carrera de navegante y la Copa América
En su infancia, Harold Vanderbilt ocupó parte de sus veraneos en las mansiones Vanderbilt: la propiedad Idle Hour en Long Island, Nueva York en la ribera del Connetquot River, Marble House en Newport, Rhode Island, y más tarde en Belcourt (la mansión en Newport de su padrastro, Oliver Belmont). De adulto, orientó sus intereses en las regatas, ganando seis "Copas del Rey" y cinco Copas Astor entre 1922 y 1938. En 1925, construyó su propia y lujosa casa de vacaciones en Palm Beach, Florida a la que llamó "El Solano". La casa es también notable por haber sido comprada por el ex-Beatle John Lennon poco antes de su asesinato en 1980.
En 1930, Harold alcanzó el pináculo de su carrera regatística compitiendo por la Copa América en el yate clase J Enterprise. Su victoria lo proyectó a ocupar la portada de la revista Time del 15 de septiembre de 1930. En 1934 Harold se enfrentó a un peligroso desafiante en el Endeavour, ya que el velero británico ganó las primeras dos carreras. Sin embargo, Vanderbilt volvió con su yate Rainbow para ganar tres carreras y ganar la Copa. En 1937 Harold defendió la Copa por tercera vez con el Ranger, el último de los yates clase J que defendieron la Copa. La esposa de Vanderbilt, Gertrude "Gertie" Lewis Conaway, se convirtió en la primera mujer en competir como miembro del equipo en una carrera de yates por la Copa América. Fueron póstumamente elegidos como miembros del Salón de la Fama de la Copa América en 1993. A una edad más avanzada Vanderbilt se convertiría en Comodoro del New York Yacht Club y se involucraría intrincadamente en muchas defensas exitosas de la Copa América.
En el otoño de 1935, Harold comenzó un estudio de las reglas de las carreras de yates con tres de sus amigos: Philip J. Roosevelt, presidente de la North American Yacht Racing Union (predecesor de US SAILING); Van Merle-Smith, presidente la Yacht Racing Association de Long Island Sound; y Henry H. Anderson. "Los cuatro hombres [...] Después de seis semanas de intenso esfuerzo, llegaron finalmente a la conclusión de que estaban llegando exactamente a ninguna parte. Eran los principios básicos, no los detalles, los que estaban provocando los problemas. Tendrían que recomenzar desde cero."
En 1936, Vanderbilt, con la asistencia de los otros tres había desarrollado un conjunto de reglas alternativas, las había impreso, y despachado una copia a cada regatista que Harold conociera personalmente o por su nombre, tanto en los Estados Unidos como en Inglaterra. Estas fueron virtualmente ignoradas, pero una segunda edición en 1938 las mejoró, así como en las ediciones posteriores. Vanderbilt continuó trabajando con los diversos comités de la North American Yacht Racing Union hasta que finalmente en 1960 la International Yacht Racing Union (predecesora de la International Sailing Federation o ISAF) adoptó las reglas que Vanderbilt y los norteamericanos habían desarrollado durante el cuarto de siglo anterior.

## Universidad Vanderbilt
Harold Vanderbilt tuvo un agudo interés en el éxito de la Universidad Vanderbilt en Nashville, Tennessee, fundada en 1873 por medio del patrocinio financiero de su bisabuelo, Cornelius Vanderbilt. Un veterano miembro del directorio de la universidad, ejerció como presidente entre 1955 y 1968. Dirigió la institución por un tiempo en la historia en que la integración racial del cuerpo de estudiantes era un asunto divisionario y explosivo. En 1962 Vanderbilt participò en una de las primeras reuniones del Vanderbilt Sailing Club y provisionó fondos al club para que comprara su primera flota de dinghies, o pingüinos. La universidad ofrece todos los años diversas becas nombradas en su honor, y en los terrenos frente al Buttrick Hall, se erigió una estatua en su honor.

## Bridge
Vanderbilt fue también un entusiasta de los juegos de cartas y, en 1925, ayudó a desarrollar el sistema de anotación bajo el cual el juego del contract bridge suplantó al auction bridge en popularidad. Tres años después, hizo una potente donación fundando la Copa Vanderbilt, que va para los ganadores del campeonato nacional de equipos de Estados Unidos. En 1932, y nuevamente en 1940, fue parte del equipo que ganó su propio trofeo. También fue autor de diversos libros sobre el tema del bridge, siendo su obra más notable "The Vanderbilt Club".
No siendo alguien que se duerme en sus laureles, Vanderbilt también inventó el primer sistema de remate de trébol fuerte el que ha dominado en forma perenne el juego a nivel de campeonato mundial desde entonces. El Nottingham Club, Trébol Napolitano, Blue Club, Precision Club, y otros sistemas de Trébol fuerte son derivados del Vanderbilt Club. Polish Club, Unassuming Club y otros sistemas de Trébol débil son derivados del Sistema Vienna (Sistema Stern Austríaco, 1938).
En 1969, la World Bridge Federation (WBF) nombró a Vanderbilt su primer miembro honorario. Cuando la American Contract Bridge League (ACBL) inauguró su Salón de la Fama en 1964, Vanderbilt fue una de las primeras tres persona elegidas. Su trofeo continúa siendo uno de los más preciados de este deporte-juego.

### Honores
- Miembro Honorario de la WBF en 1969
- Salón de la Fama de la ACBL en 1964
- Miembro Honorario de la ACBL del año 1941
- Trofeo Wetzlar de 1940

### Triunfos
- North American Bridge Championships (2)
  - Copa Vanderbilt (2) 1932, 1940

### Segundos lugares
- North American Bridge Championships (1)
  - Copa Vanderbilt (1) 1937

## Epílogo
Además de marino, Vanderbilt fue un piloto licenciado, adquiriendo un Sikorsky S-43 "Flying Boat" en 1938.

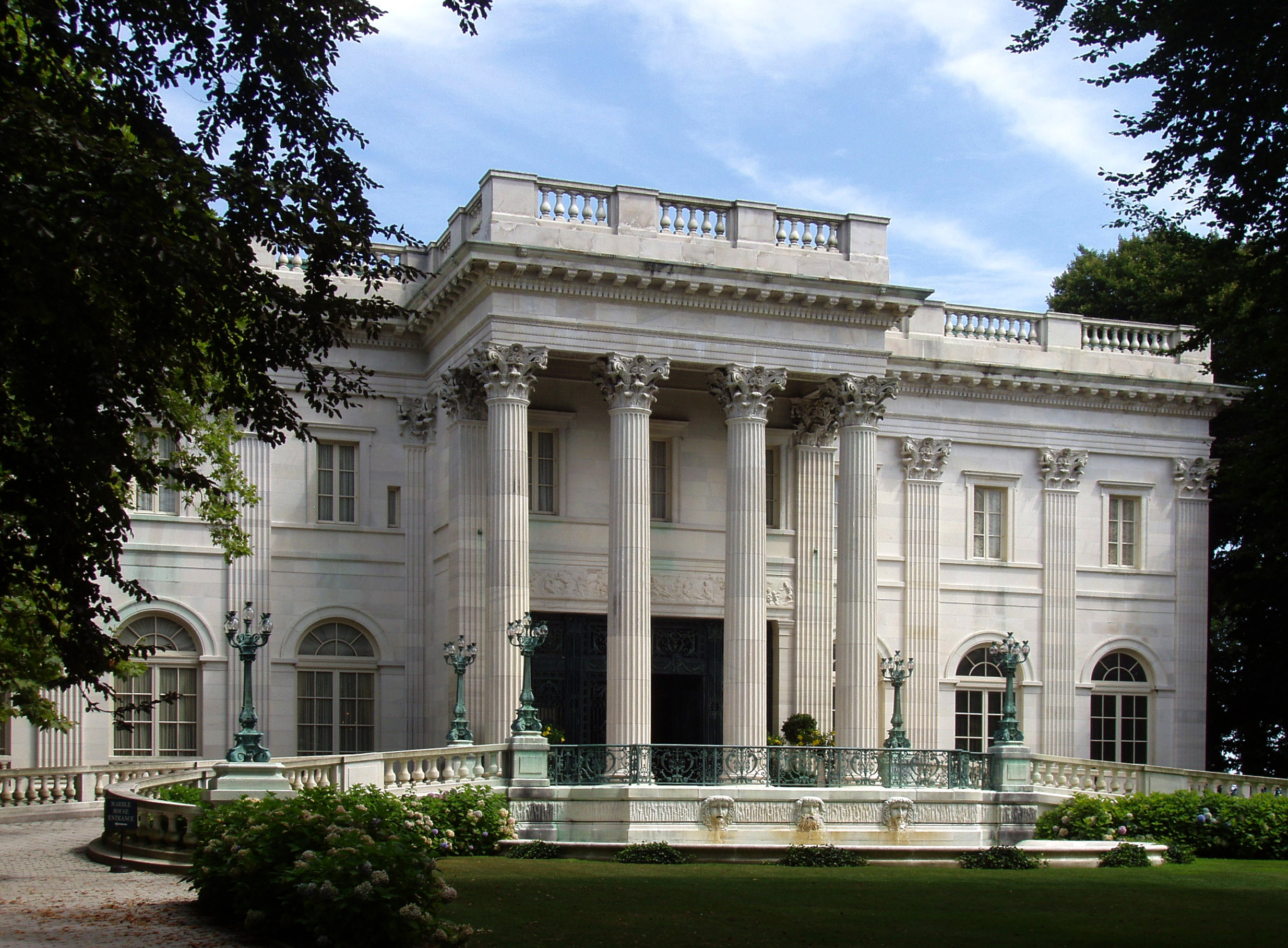
Marble House, perteneciente y administrada por la Sociedad de Preservación del Condado de Newport.

En 1963, Harold Vanderbilt colaboró con la Sociedad de Preservación del condado de Newport para adquirir la propiedad veraniega familiar de Marble House en Newport, Rhode Island, vendida por su madre hacía ya más de treinta años. Tuvo éxito en su oferta, y la propiedad fue convertida en museo. 
Harold Stirling Vanderbilt murió en 1970. Él y su esposa están enterrados en el cementerio de Saint Mary, en Portsmouth, Rhode Island, y sus tumbas están identificadas con solo una simple piedra lisa. 
Un trago marinero, el Stirling Punch, fue apodado en honor a Vanderbilt.
El vagón de tren privado de Harold Vanderbilt, el New York Central 3, fue restaurado y opera efectuando viajes chárter de lujo enganchado a la parte trasera de los trenes de recorrido regular Amtrak y VIA Rail Canada.
Un sobrino, Barclay Harding Warburton III, fundó la American Sail Training Association.

## Ancestros
|  |                               |  |  |  |  |  |  |  |  |  |  |  |  |  |  |  |
|  | 16. Cornelius Vanderbilt      |  |  |  |  |  |  |  |  |  |  |  |  |  |  |  |
|  |                               |  |  |  |  |  |  |  |  |  |  |  |  |  |  |  |
|  |                               |  |  |  |  |  |  |  |  |  |  |  |  |  |  |  |
|  | 8. Cornelius Vanderbilt       |  |  |  |  |  |  |  |  |  |  |  |  |  |  |  |
|  |                               |  |  |  |  |  |  |  |  |  |  |  |  |  |  |  |
|  |                               |  |  |  |  |  |  |  |  |  |  |  |  |  |  |  |
|  | 17. Phebe Hand                |  |  |  |  |  |  |  |  |  |  |  |  |  |  |  |
|  |                               |  |  |  |  |  |  |  |  |  |  |  |  |  |  |  |
|  |                               |  |  |  |  |  |  |  |  |  |  |  |  |  |  |  |
|  | 4. William Henry Vanderbilt   |  |  |  |  |  |  |  |  |  |  |  |  |  |  |  |
|  |                               |  |  |  |  |  |  |  |  |  |  |  |  |  |  |  |
|  |                               |  |  |  |  |  |  |  |  |  |  |  |  |  |  |  |
|  | 18. Nathaniel Johnson         |  |  |  |  |  |  |  |  |  |  |  |  |  |  |  |
|  |                               |  |  |  |  |  |  |  |  |  |  |  |  |  |  |  |
|  |                               |  |  |  |  |  |  |  |  |  |  |  |  |  |  |  |
|  | 9. Sophia Johnson             |  |  |  |  |  |  |  |  |  |  |  |  |  |  |  |
|  |                               |  |  |  |  |  |  |  |  |  |  |  |  |  |  |  |
|  |                               |  |  |  |  |  |  |  |  |  |  |  |  |  |  |  |
|  | 19. Elizabeth Hand            |  |  |  |  |  |  |  |  |  |  |  |  |  |  |  |
|  |                               |  |  |  |  |  |  |  |  |  |  |  |  |  |  |  |
|  |                               |  |  |  |  |  |  |  |  |  |  |  |  |  |  |  |
|  | 2. William Kissam Vanderbilt  |  |  |  |  |  |  |  |  |  |  |  |  |  |  |  |
|  |                               |  |  |  |  |  |  |  |  |  |  |  |  |  |  |  |
|  |                               |  |  |  |  |  |  |  |  |  |  |  |  |  |  |  |
|  | 20. Peter Rutger Kissam       |  |  |  |  |  |  |  |  |  |  |  |  |  |  |  |
|  |                               |  |  |  |  |  |  |  |  |  |  |  |  |  |  |  |
|  |                               |  |  |  |  |  |  |  |  |  |  |  |  |  |  |  |
|  | 10. Reverend Samuel Kissam    |  |  |  |  |  |  |  |  |  |  |  |  |  |  |  |
|  |                               |  |  |  |  |  |  |  |  |  |  |  |  |  |  |  |
|  |                               |  |  |  |  |  |  |  |  |  |  |  |  |  |  |  |
|  | 21. Deborah Townsend          |  |  |  |  |  |  |  |  |  |  |  |  |  |  |  |
|  |                               |  |  |  |  |  |  |  |  |  |  |  |  |  |  |  |
|  |                               |  |  |  |  |  |  |  |  |  |  |  |  |  |  |  |
|  | 5. Maria Louisa Kissam        |  |  |  |  |  |  |  |  |  |  |  |  |  |  |  |
|  |                               |  |  |  |  |  |  |  |  |  |  |  |  |  |  |  |
|  |                               |  |  |  |  |  |  |  |  |  |  |  |  |  |  |  |
|  | 22. Archibald Hamilton Adams  |  |  |  |  |  |  |  |  |  |  |  |  |  |  |  |
|  |                               |  |  |  |  |  |  |  |  |  |  |  |  |  |  |  |
|  |                               |  |  |  |  |  |  |  |  |  |  |  |  |  |  |  |
|  | 11. Margaret Hamilton Adams   |  |  |  |  |  |  |  |  |  |  |  |  |  |  |  |
|  |                               |  |  |  |  |  |  |  |  |  |  |  |  |  |  |  |
|  |                               |  |  |  |  |  |  |  |  |  |  |  |  |  |  |  |
|  | 23. Maria McKinney            |  |  |  |  |  |  |  |  |  |  |  |  |  |  |  |
|  |                               |  |  |  |  |  |  |  |  |  |  |  |  |  |  |  |
|  |                               |  |  |  |  |  |  |  |  |  |  |  |  |  |  |  |
|  | 1. Harold Stirling Vanderbilt |  |  |  |  |  |  |  |  |  |  |  |  |  |  |  |
|  |                               |  |  |  |  |  |  |  |  |  |  |  |  |  |  |  |
|  |                               |  |  |  |  |  |  |  |  |  |  |  |  |  |  |  |
|  | 12. George Smith              |  |  |  |  |  |  |  |  |  |  |  |  |  |  |  |
|  |                               |  |  |  |  |  |  |  |  |  |  |  |  |  |  |  |
|  |                               |  |  |  |  |  |  |  |  |  |  |  |  |  |  |  |
|  | 6. Murray Forbes Smith        |  |  |  |  |  |  |  |  |  |  |  |  |  |  |  |
|  |                               |  |  |  |  |  |  |  |  |  |  |  |  |  |  |  |
|  |                               |  |  |  |  |  |  |  |  |  |  |  |  |  |  |  |
|  | 26. David Forbes              |  |  |  |  |  |  |  |  |  |  |  |  |  |  |  |
|  |                               |  |  |  |  |  |  |  |  |  |  |  |  |  |  |  |
|  |                               |  |  |  |  |  |  |  |  |  |  |  |  |  |  |  |
|  | 13. Delia Stirling Forbes     |  |  |  |  |  |  |  |  |  |  |  |  |  |  |  |
|  |                               |  |  |  |  |  |  |  |  |  |  |  |  |  |  |  |
|  |                               |  |  |  |  |  |  |  |  |  |  |  |  |  |  |  |
|  | 27. Margaret Stirling         |  |  |  |  |  |  |  |  |  |  |  |  |  |  |  |
|  |                               |  |  |  |  |  |  |  |  |  |  |  |  |  |  |  |
|  |                               |  |  |  |  |  |  |  |  |  |  |  |  |  |  |  |
|  | 3. Alva Erskine Smith         |  |  |  |  |  |  |  |  |  |  |  |  |  |  |  |
|  |                               |  |  |  |  |  |  |  |  |  |  |  |  |  |  |  |
|  |                               |  |  |  |  |  |  |  |  |  |  |  |  |  |  |  |
|  | 28. Robert Desha              |  |  |  |  |  |  |  |  |  |  |  |  |  |  |  |
|  |                               |  |  |  |  |  |  |  |  |  |  |  |  |  |  |  |
|  |                               |  |  |  |  |  |  |  |  |  |  |  |  |  |  |  |
|  | 14. Robert Desha              |  |  |  |  |  |  |  |  |  |  |  |  |  |  |  |
|  |                               |  |  |  |  |  |  |  |  |  |  |  |  |  |  |  |
|  |                               |  |  |  |  |  |  |  |  |  |  |  |  |  |  |  |
|  | 29. Eleanor Wheeler           |  |  |  |  |  |  |  |  |  |  |  |  |  |  |  |
|  |                               |  |  |  |  |  |  |  |  |  |  |  |  |  |  |  |
|  |                               |  |  |  |  |  |  |  |  |  |  |  |  |  |  |  |
|  | 7. Phoebe Ann Desha           |  |  |  |  |  |  |  |  |  |  |  |  |  |  |  |
|  |                               |  |  |  |  |  |  |  |  |  |  |  |  |  |  |  |
|  |                               |  |  |  |  |  |  |  |  |  |  |  |  |  |  |  |